# Lars Frölander
Lars Arne Frölander (Boden, 26 maggio 1974) è un ex nuotatore svedese.
Specializzato nello stile libero e nella farfalla, ha vinto la medaglia d'oro nei 100 m farfalla ai Giochi olimpici di Sydney 2000 e due medaglie d'argento nella staffetta 4x200 m sl nelle due edizioni precedenti: Barcellona 1992 e Atlanta 1996.
Nel 2000 gli è stata assegnata la Medaglia d'oro dello Svenska Dagbladet, grazie al suo successo olimpico.

## Biografia
Nel 2010 Frolander ha dichiarato di volere tentare la qualificazione per la staffetta svedese ai Giochi olimpici di Londra 2012, per quella che a 38 anni sarebbe la sua sesta olimpiade consecutiva (record per un nuotatore) . Alla tappa di Canet del circuito a tappe Mare Nostrum, è riuscito ad ottenere la qualificazione alla sua sesta olimpiade consecutiva nei 100 delfino con il tempo di 52.36 secondi.

## Palmarès
- Olimpiadi

Barcellona 1992: argento nella 4x200m sl.
Atlanta 1996: argento nella 4x200m sl.
Sydney 2000: oro nei 100m farfalla.
- Mondiali

Roma 1994: oro nella 4x200m sl e argento nei 100m farfalla.
Perth 1998: argento nei 100m farfalla e bronzo nei 100m sl.
Fukuoka 2001: oro nei 100m farfalla, argento nei 50m farfalla e bronzo nei 100m sl.
- Mondiali in vasca corta

Palma di Maiorca 1993: oro nella 4x200m sl.
Göteborg 1997: oro nei 100m farfalla, argento nella 4x100m sl e nella 4x200m sl.
Hong Kong 1999: oro nei 100m sl e nei 100m farfalla, argento nella 4x100m misti e bronzo nella 4x100m sl.
Atene 2000: oro nei 100m sl, nei 100m farfalla e nella 4x100m sl.
Mosca 2002: argento nella 4x100m sl.
Shanghai 2006: argento nella 4x100m sl.
Manchester 2008: bronzo nella 4x100m sl.
- Europei

Sheffield 1993: argento nella 4x100m sl.
Vienna 1995: argento nella 4x200m sl e bronzo nella 4x100m sl.
Siviglia 1997: oro nei 100m farfalla e argento nei 100m sl.
Istanbul 1999: oro nei 100m farfalla, bronzo nei 100m sl, nei 50m farfalla e nella 4x100m misti.
Helsinki 2000: oro nei 100m farfalla, argento nei 50m farfalla e nella 4x100m misti e bronzo nei 100m sl.
Berlino 2002: argento nella 4x100m sl e bronzo nei 50m farfalla.
Eindhoven 2008: bronzo nella 4x100m misti.
Budapest 2010: bronzo nella 4x100m sl.
- Europei in vasca corta

Sheffield 1998: oro nei 100m sl e nella 4x50m misti, argento nei 100m farfalla e bronzo nei 50m farfalla.
Lisbona 1999: oro nei 50m farfalla, nei 100m farfalla, nella 4x50m sl e nella 4x50m misti e argento nei 100m sl.
Valencia 2000: oro nella 4x50m sl e argento nei 100m farfalla.
Anversa 2001: oro nei 50m farfalla, argento nei 100m farfalla, bronzo nella 4x50m sl e nella 4x50m misti.
Trieste 2005: oro nei 50m farfalla.